# ТОР «Снежинск»
Территория опережающего социально-экономического развития «Снежинск» — территория муниципального образования город Снежинск (ЗАТО) в Челябинской области, на которой действует особый правовой режим предпринимательской деятельности. Образована в 2018 году.

## Развитие территории
В 2014 году Снежинск был включён в перечень монопрофильных муниципальных образований (моногородов), что впоследствии дало городу право на оформление статуса территории опережающего социально-экономического развития. ТОР «Снежинск» была создана в соответствии с постановлением Правительства РФ от 6 февраля 2018 года № 115 "О создании территории опережающего социально-экономического развития «Снежинск» в границах территории закрытого административно-территориального образования — город Снежинск с целью сохранения кадрового потенциала города, создания гражданских производств на основе инновационных разработок предприятий атомной отрасли и привлечения инвестиций.
В постановлении предусмотрено привлечение инвестиций в объёме более 5 млрд рублей и создание более 900 новых рабочих мест,,.
Постановлением Правительства РФ от 23 августа 2021 г. № 1378 границы ТОР были увеличены (7 новых участков к первоначальным трём), также был расширен список разрешённых видов деятельности.

## Условия для резидентов
Требования к потенциальным резидентам ТОР «Снежинск», согласно уточнениям, внесенным постановлением Правительства РФ от 26 апреля 2017 г. № 494 «О внесении изменений в постановление Правительства Российской Федерации от 22 июня 2015 г. № 614», предусматривают, что компании-соискатели должны быть вести деятельность исключительно на территории города, предоставить минимальный объем инвестиций не менее 2,5 млн рублей (без учета НДС) в течение первого года, создать не менее 10 новых рабочих мест в течение первого года, не находиться в процессе ликвидации, банкротства или реорганизации и соответствовать профильным видам деятельности ТОР. Для резидентов предусмотрен льготный налоговый режим: налог на прибыль в федеральный бюджет обнуляется, отчисления в региональный бюджет составят не более 5 % в течение первых пяти лет с момента первой прибыли, затем не более 10 %. Обнуляются налоги на землю и имущество, страховые взносы снижаются до 7,6 %.

## Резиденты и проекты
К середине 2021 года резидентами ТОСЭР «Снежинск» стали компании «СТК Развитие» (разработка и внедрение автоматизированных систем управления технологическими процессами для нефтегазовой отрасли,), «МеталлоКорд Снежинск» (разработка, производство и модернизация машин мокрого волочения и свивочных канатных машин,) и «Корпорация развития технологий» (проект центр обработки данных с предоставлением, в сотрудничестве с ФГУП «РФЯЦ-ВНИИТФ им. академика Е. И. Забабахина»), вычислительных компьютерных мощностей бизнесу. Также среди резидентов ТОР — компания «Волна Плюс».